# Saison 1930-1931 de la LNH
Saison précédente Saison suivante
La saison 1930-1931 est la quatorzième saison de hockey sur glace de la Ligue nationale de hockey. Les dix franchises ont joué chacune quarante-quatre matchs.

## Saison régulière

### Contexte

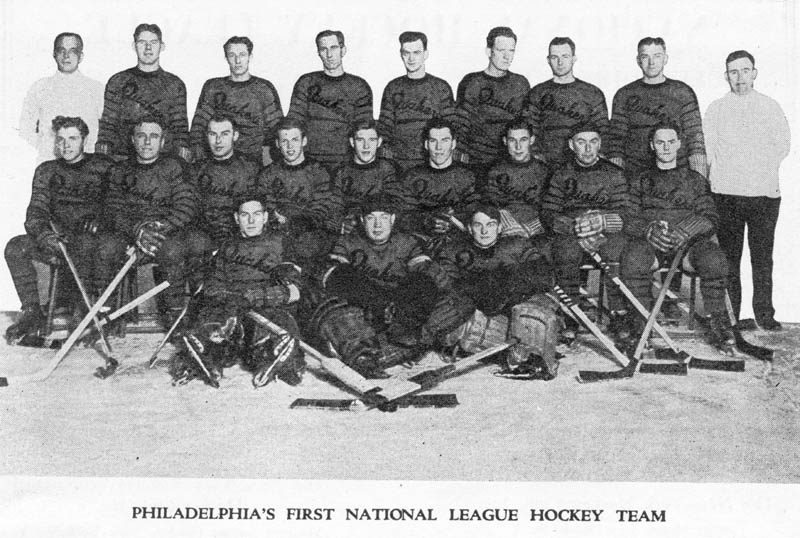
L'équipe des Quakers de Philadelphie.

La crise financière de 1929 commence à avoir des impacts sur les équipes de la LNH et afin d'essayer de se redresser financièrement, les Pirates de Pittsburgh déménagent à Philadelphie. Ils prennent alors le nom de Quakers de Philadelphie. Les Quakers n'ont cependant pas le succès espéré, ni au niveau des victoires ni au niveau de l'affluence. Dans un premier temps, il est prévu que la franchise ne reste à Philadelphie que le temps nécessaire pour que Pittsburgh se dote d'une nouvelle patinoire mais celle-ci n'est jamais construite et la franchise se met en sommeil après une seule saison dans sa nouvelle ville ; finalement, la franchise ne reviendra jamais au jeu.
Du côté des Sénateurs d'Ottawa, les soucis sont similaires mais le déménagement n'est pas choisi. À la place, la franchise vend son meilleur joueur, et futur membre du Temple de la renommée du hockey, King Clancy aux Maple Leafs de Toronto contre 35 000 dollars et deux joueurs. Malgré tout l'affluence continue de diminuer rencontre après rencontre. De leur côté, les Cougars de Détroit changent une nouvelle fois de nom et deviennent les Falcons.

### Classements finaux
Les trois premières équipes de chaque division sont qualifiées pour les séries éliminatoires. Les premiers de chaque division sont directement qualifiés pour les demi-finales alors que les quatre autres équipes jouent un quart de finale. 
| Clt   | Équipe                 | PJ | V  | D  | N  | BP  | BC  | Pts |
| ----- | ---------------------- | -- | -- | -- | -- | --- | --- | --- |
| +001, | Canadiens de Montréal  | 44 | 26 | 10 | 8  | 129 | 89  | 60  |
| +002, | Maple Leafs de Toronto | 44 | 22 | 13 | 9  | 118 | 99  | 53  |
| +003, | Maroons de Montréal    | 44 | 20 | 18 | 6  | 105 | 106 | 46  |
| +004, | Americans de New York  | 44 | 18 | 16 | 10 | 76  | 74  | 46  |
| +005, | Sénateurs d'Ottawa     | 44 | 10 | 30 | 4  | 91  | 142 | 24  |

| Clt   | Équipe                  | PJ | V  | D  | N | BP  | BC  | Pts |
| ----- | ----------------------- | -- | -- | -- | - | --- | --- | --- |
| +001, | Bruins de Boston        | 44 | 28 | 10 | 6 | 143 | 90  | 62  |
| +002, | Black Hawks de Chicago  | 44 | 24 | 17 | 3 | 108 | 78  | 51  |
| +003, | Rangers de New York     | 44 | 19 | 16 | 9 | 106 | 87  | 47  |
| +004, | Falcons de Détroit      | 44 | 16 | 21 | 7 | 102 | 105 | 39  |
| +005, | Quakers de Philadelphie | 44 | 4  | 36 | 4 | 76  | 184 | 12  |

- Vainqueur du trophée Prince de Galles
- Qualifié pour les demi-finales des séries éliminatoires
- Qualifié pour les quarts de finale des séries éliminatoires

### Meilleurs pointeurs

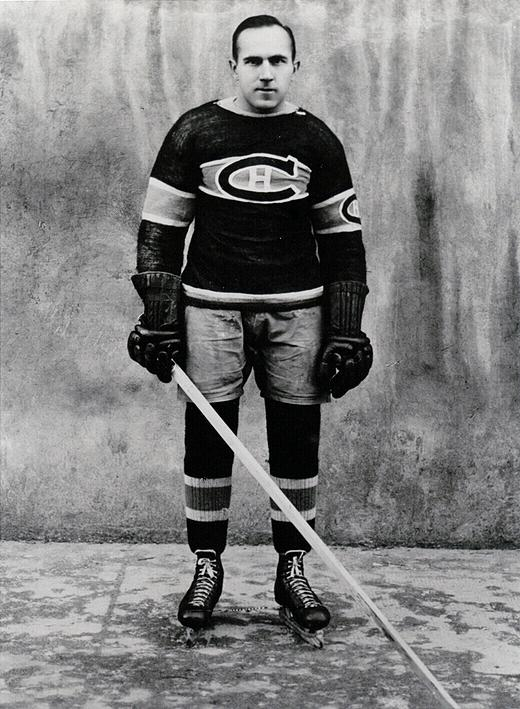
Howie Morenz est le meilleur pointeur de la saison.

Howie Morenz inscrit vingt-huit buts et cinquante-et-un points lors de la saison. Il remporte son deuxième titre de la LNH en tant que meilleur pointeur.
| Joueur           | Équipe                | PJ | B  | A  | Pts |
| ---------------- | --------------------- | -- | -- | -- | --- |
| Howie Morenz     | Canadiens de Montréal | 39 | 28 | 23 | 51  |
| Ebbie Goodfellow | Détroit               | 44 | 25 | 23 | 48  |
| Charlie Conacher | Toronto               | 37 | 31 | 12 | 43  |
| Bill Cook        | Rangers de New York   | 43 | 30 | 12 | 42  |
| Ace Bailey       | Toronto               | 40 | 23 | 19 | 42  |
| Joe Primeau      | Toronto               | 38 | 9  | 32 | 41  |
| Nels Stewart     | Maroons de Montréal   | 42 | 25 | 14 | 39  |
| Frank Boucher    | Rangers de New York   | 44 | 12 | 27 | 39  |
| Cooney Weiland   | Boston                | 44 | 25 | 13 | 38  |
| Bun Cook         | Rangers de New York   | 44 | 18 | 17 | 35  |
| Aurèle Joliat    | Canadiens de Montréal | 43 | 13 | 22 | 35  |

## Séries éliminatoires
La formule de la Coupe Stanley change une nouvelle fois : désormais la finale se joue au meilleur des cinq matchs ; il faut donc remporter trois rencontres pour remporter le trophée.

### Tableau récapitulatif
|  | Quarts de finale       | Quarts de finale       | Quarts de finale       | Quarts de finale       |                        |                        | Demi-finales                     | Demi-finales                     | Demi-finales                     | Demi-finales                     |  |  | Finale                  | Finale                  | Finale                  | Finale                  |
|  |                        |                        |                        |                        |                        |                        |                                  |                                  |                                  |                                  |  |  |                         |                         |                         |                         |
|  |                        |                        |                        |                        |                        |                        | 24, 26, 28 et 30 mars, 1er avril | 24, 26, 28 et 30 mars, 1er avril | 24, 26, 28 et 30 mars, 1er avril | 24, 26, 28 et 30 mars, 1er avril |  |  | 3, 5, 9, 11 et 14 avril | 3, 5, 9, 11 et 14 avril | 3, 5, 9, 11 et 14 avril | 3, 5, 9, 11 et 14 avril |
|  |                        |                        |                        |                        |                        |                        | 24, 26, 28 et 30 mars, 1er avril | 24, 26, 28 et 30 mars, 1er avril | 24, 26, 28 et 30 mars, 1er avril | 24, 26, 28 et 30 mars, 1er avril |  |  | 3, 5, 9, 11 et 14 avril | 3, 5, 9, 11 et 14 avril | 3, 5, 9, 11 et 14 avril | 3, 5, 9, 11 et 14 avril |
|  |                        |                        |                        |                        |                        |                        | 24, 26, 28 et 30 mars, 1er avril | 24, 26, 28 et 30 mars, 1er avril | 24, 26, 28 et 30 mars, 1er avril | 24, 26, 28 et 30 mars, 1er avril |  |  | 3, 5, 9, 11 et 14 avril | 3, 5, 9, 11 et 14 avril | 3, 5, 9, 11 et 14 avril | 3, 5, 9, 11 et 14 avril |
|  |                        |                        |                        |                        |                        |                        | 24, 26, 28 et 30 mars, 1er avril | 24, 26, 28 et 30 mars, 1er avril | 24, 26, 28 et 30 mars, 1er avril | 24, 26, 28 et 30 mars, 1er avril |  |  | 3, 5, 9, 11 et 14 avril | 3, 5, 9, 11 et 14 avril | 3, 5, 9, 11 et 14 avril | 3, 5, 9, 11 et 14 avril |
|  |                        |                        |                        |                        |                        |                        | 24, 26, 28 et 30 mars, 1er avril | 24, 26, 28 et 30 mars, 1er avril | 24, 26, 28 et 30 mars, 1er avril | 24, 26, 28 et 30 mars, 1er avril |  |  | 3, 5, 9, 11 et 14 avril | 3, 5, 9, 11 et 14 avril | 3, 5, 9, 11 et 14 avril | 3, 5, 9, 11 et 14 avril |
|  | Bruins de Boston       | Bruins de Boston       | 2                      | 2                      |                        |                        |                                  |                                  |                                  |                                  |  |  | 3, 5, 9, 11 et 14 avril | 3, 5, 9, 11 et 14 avril | 3, 5, 9, 11 et 14 avril | 3, 5, 9, 11 et 14 avril |
|  | Bruins de Boston       | Bruins de Boston       | 2                      | 2                      |                        |                        |                                  |                                  |                                  |                                  |  |  | 3, 5, 9, 11 et 14 avril | 3, 5, 9, 11 et 14 avril | 3, 5, 9, 11 et 14 avril | 3, 5, 9, 11 et 14 avril |
|  |                        |                        | Canadiens de Montréal  | Canadiens de Montréal  | 3                      | 3                      |                                  |                                  |                                  |                                  |  |  | 3, 5, 9, 11 et 14 avril | 3, 5, 9, 11 et 14 avril | 3, 5, 9, 11 et 14 avril | 3, 5, 9, 11 et 14 avril |
|  |                        |                        |                        |                        | 3                      | 3                      |                                  |                                  |                                  |                                  |  |  | 3, 5, 9, 11 et 14 avril | 3, 5, 9, 11 et 14 avril | 3, 5, 9, 11 et 14 avril | 3, 5, 9, 11 et 14 avril |
|  |                        | 29 et 31 mars          |                        |                        |                        |                        |                                  |                                  |                                  |                                  |  |  | 3, 5, 9, 11 et 14 avril | 3, 5, 9, 11 et 14 avril | 3, 5, 9, 11 et 14 avril | 3, 5, 9, 11 et 14 avril |
|  |                        |                        |                        |                        |                        |                        |                                  |                                  |                                  |                                  |  |  | 3, 5, 9, 11 et 14 avril | 3, 5, 9, 11 et 14 avril | 3, 5, 9, 11 et 14 avril | 3, 5, 9, 11 et 14 avril |
|  | Canadiens de Montréal  | Canadiens de Montréal  | 3                      | 3                      |                        |                        |                                  |                                  |                                  |                                  |  |  |                         |                         |                         |                         |
|  | Canadiens de Montréal  | Canadiens de Montréal  | 3                      | 3                      | 24 et 26 mars          |                        |                                  |                                  |                                  |                                  |  |  |                         |                         |                         |                         |
|  |                        |                        | Black Hawks de Chicago | Black Hawks de Chicago | 2                      | 2                      |                                  |                                  |                                  |                                  |  |  |                         |                         |                         |                         |
|  | Maple Leafs de Toronto | Maple Leafs de Toronto | Black Hawks de Chicago | Black Hawks de Chicago | 2                      | 2                      | 3                                | 3                                |                                  |                                  |  |  |                         |                         |                         |                         |
|  | Maple Leafs de Toronto | Maple Leafs de Toronto |                        |                        |                        |                        |                                  |                                  |                                  |                                  |  |  |                         |                         |                         |                         |
|  | Black Hawks de Chicago | Black Hawks de Chicago | 4                      | 4                      |                        |                        |                                  |                                  |                                  |                                  |  |  |                         |                         |                         |                         |
|  | Black Hawks de Chicago | Black Hawks de Chicago | 4                      | 4                      | Black Hawks de Chicago | Black Hawks de Chicago | 3                                | 3                                |                                  |                                  |  |  |                         |                         |                         |                         |
|  | 24 et 26 mars          |                        |                        |                        | Black Hawks de Chicago | Black Hawks de Chicago | 3                                | 3                                |                                  |                                  |  |  |                         |                         |                         |                         |
|  |                        |                        | Rangers de New York    | Rangers de New York    | 0                      | 0                      |                                  |                                  |                                  |                                  |  |  |                         |                         |                         |                         |
|  | Rangers de New York    | Rangers de New York    | Rangers de New York    | Rangers de New York    | 0                      | 0                      | 8                                | 8                                |                                  |                                  |  |  |                         |                         |                         |                         |
|  | Rangers de New York    | Rangers de New York    |                        |                        |                        |                        |                                  | 8                                |                                  |                                  |  |  |                         |                         |                         |                         |
|  | Maroons de Montréal    | Maroons de Montréal    | 1                      | 1                      |                        |                        |                                  |                                  |                                  |                                  |  |  |                         |                         |                         |                         |
|  | Maroons de Montréal    | Maroons de Montréal    | 1                      | 1                      |                        |                        |                                  |                                  |                                  |                                  |  |  |                         |                         |                         |                         |
|  |                        |                        |                        |                        |                        |                        |                                  |                                  |                                  |                                  |  |  |                         |                         |                         |                         |

### Finale de la Coupe Stanley
En finale, les Canadiens sont opposés aux Black Hawks de Chicago, deuxième meilleure équipe de la division américaine de la saison, et guidés par Johnny Gottselig offensivement et Charlie « Chuck » Gardiner dans les buts. Les Canadiens emmenés par Morenz et Aurèle Joliat remportent le premier match 2-1 mais perdent les deux suivants. Ils doivent alors remporter les deux matchs suivants pour pouvoir être une nouvelle fois sacrés champions. Ils gagnent la quatrième rencontre 4-2 puis, lors du cinquième match, George Hainsworth blanchit Chicago alors que les deux buts de son équipe sont inscrits par Johnny Gagnon et Morenz.
| 3 avril | Chicago | 1-2 (0-1, 0-0, 1-1) | Montréal | Chicago Stadium 16 500 spectateurs |

| Feuille de match | Feuille de match                             | Feuille de match | Feuille de match                                     | Feuille de match                        |
| ---------------- | -------------------------------------------- | ---------------- | ---------------------------------------------------- | --------------------------------------- |
|                  | Ripley (Gottselig, J. Couture) — 48 min 20 s | 0-1 0-2 1-2      | G. Mantha (Gagnon) — 4 min 50 s Lépine — 42 min 20 s | Arbitrage : Bobby Hewitson Alex Romeril |
| Gardiner         | Gardiens                                     | Hainsworth       |                                                      | Arbitrage : Bobby Hewitson Alex Romeril |
|                  |                                              |                  |                                                      | Arbitrage : Bobby Hewitson Alex Romeril |
|                  |                                              |                  |                                                      | Arbitrage : Bobby Hewitson Alex Romeril |

| 5 avril | Chicago | 2-1 (2 pr) (1-0, 0-1, 0-0, 0-0, 1-0) | Montréal | Chicago Stadium 17 500 spectateurs |

| Feuille de match | Feuille de match                            | Feuille de match | Feuille de match                  | Feuille de match                        |
| ---------------- | ------------------------------------------- | ---------------- | --------------------------------- | --------------------------------------- |
|                  | Adams — 31 min 45 s Gottselig — 84 min 50 s | 1-0 1-1 2-1      | Wasnie (Larochelle) — 52 min 10 s | Arbitrage : Bobby Hewitson Alex Romeril |
| Gardiner         | Gardiens                                    | Hainsworth       |                                   | Arbitrage : Bobby Hewitson Alex Romeril |
|                  |                                             |                  |                                   | Arbitrage : Bobby Hewitson Alex Romeril |
|                  |                                             |                  |                                   | Arbitrage : Bobby Hewitson Alex Romeril |

| 9 avril | Montréal | 2-3 (3 pr) (1-0, 1-0, 0-2, 0-0, 0-0, 0-1) | Chicago | Forum de Montréal 13 000 spectateurs |

| Feuille de match | Feuille de match                                                        | Feuille de match    | Feuille de match                                                                              | Feuille de match                        |
| ---------------- | ----------------------------------------------------------------------- | ------------------- | --------------------------------------------------------------------------------------------- | --------------------------------------- |
|                  | Gagnon (Burke, G. Mantha) — 5 min 15 s G. Mantha (Lépine) — 27 min 29 s | 1-0 2-0 2-1 2-2 2-3 | March (Gottselig) — 56 min 20 s Adams (T. Cook) — 57 min 7 s Wentworth (Adams) — 113 min 50 s | Arbitrage : Bobby Hewitson Alex Romeril |
| Hainsworth       | Gardiens                                                                | Gardiner            |                                                                                               | Arbitrage : Bobby Hewitson Alex Romeril |
|                  |                                                                         |                     |                                                                                               | Arbitrage : Bobby Hewitson Alex Romeril |
|                  |                                                                         |                     |                                                                                               | Arbitrage : Bobby Hewitson Alex Romeril |

| 11 avril | Montréal | 4-2 (0-2, 1-0, 3-0) | Chicago | Forum de Montréal |

| Feuille de match | Feuille de match | Feuille de match        | Feuille de match                                              | Feuille de match                        |
| ---------------- | --- | ----------------------- | ------------------------------------------------------------- | --------------------------------------- |
|                  | Gagnon (Leduc) — 24 min 34 s Gagnon (Wasnie) — 44 min 25 s Lépine (Gagnon) — 50 min 55 s Lépine (Joliat) — 57 min 26 s | 0-1 0-2 1-2 2-2 3-2 4-2 | Gottselig (Ripley) — 1 min 32 s Arbour (Ingram) — 13 min 57 s | Arbitrage : Bobby Hewitson Alex Romeril |
| Hainsworth       | Gardiens | Gardiner                |                                                               | Arbitrage : Bobby Hewitson Alex Romeril |
|                  | |                         |                                                               | Arbitrage : Bobby Hewitson Alex Romeril |
|                  | |                         |                                                               | Arbitrage : Bobby Hewitson Alex Romeril |

| 14 avril | Montréal | 2-0 (0-0, 1-0, 1-0) | Chicago | Forum de Montréal 13 000 spectateurs |

| Feuille de match | Feuille de match                                   | Feuille de match | Feuille de match | Feuille de match                        |
| ---------------- | -------------------------------------------------- | ---------------- | ---------------- | --------------------------------------- |
|                  | Gagnon (Joliat) — 29 min 59 s Morenz — 55 min 27 s | 1-0 2-0          |                  | Arbitrage : Bobby Hewitson Alex Romeril |
| Hainsworth       | Gardiens                                           | Gardiner         |                  | Arbitrage : Bobby Hewitson Alex Romeril |
|                  |                                                    |                  |                  | Arbitrage : Bobby Hewitson Alex Romeril |
|                  |                                                    |                  |                  | Arbitrage : Bobby Hewitson Alex Romeril |

## Honneurs remis aux joueurs et aux équipes

### Trophées
| Trophée           | Joueur        | Équipe                |
| ----------------- | ------------- | --------------------- |
| Trophée Hart      | Howie Morenz  | Canadiens de Montréal |
| Trophée Lady Byng | Frank Boucher | Rangers de New York   |
| Trophée Vézina    | Roy Worters   | Americans de New York |

| Trophée                  | Équipe                |
| ------------------------ | --------------------- |
| Trophée Prince de Galles | Bruins de Boston      |
| Trophée O'Brien          | Canadiens de Montréal |
| Coupe Stanley            | Canadiens de Montréal |

### Équipes d'étoiles
| Position       | Première équipe  | Première équipe        | Deuxième équipe | Deuxième équipe        |
| Position       | Joueur           | Équipe                 | Joueur          | Équipe                 |
| -------------- | ---------------- | ---------------------- | --------------- | ---------------------- |
| Gardien de but | Charlie Gardiner | Black Hawks de Chicago | Tiny Thompson   | Bruins de Boston       |
| Défenseur      | King Clancy      | Maple Leafs de Toronto | Ching Johnson   | Rangers de New York    |
| Défenseur      | Eddie Shore      | Bruins de Boston       | Sylvio Mantha   | Canadiens de Montréal  |
| Ailier gauche  | Aurèle Joliat    | Canadiens de Montréal  | Bun Cook        | Rangers de New York    |
| Centre         | Howie Morenz     | Canadiens de Montréal  | Frank Boucher   | Black Hawks de Chicago |
| Ailier droit   | Bill Cook        | Rangers de New York    | Dit Clapper     | Bruins de Boston       |